# 巴拉望州立大学
巴拉望州立大学（Palawan State University，PSU）是菲律宾巴拉望普林塞萨港的公立大学。
巴拉望州立大学成立于1972年3月2日。当时，其为教师培训机构，名为巴拉望师范学院。1984年2月27日，其更名为巴拉望州立学院。1994年11月12日，其最终更名为巴拉望州立大学。